# Psaume 8
Le psaume 8 est attribué à David. C'est une hymne de louange de Dieu et des merveilles de la création. Pour les chrétiens, ce psaume se retrouve plusieurs fois dans le Nouveau Testament. Les versets 5 à 7 sont notamment repris dans l'Épître aux Hébreux.

## Texte
N.B. S’il y a conflit de numérotation des versets entre l’hébreu et le latin, c’est l’original hébreu qui prévaut et la traduction française le suit. Par contre, le latin ne se plie pas à la numérotation affichée. Les numéros de versets s'appliquent au texte latin, mais la traduction est décalée par endroits.
| verset | original hébreu                                             | traduction française de Louis Segond | Vulgate latine |
| ------ | ----------------------------------------------------------- | --- | --- |
| 1      | לַמְנַצֵּחַ עַל-הַגִּתִּית, מִזְמוֹר לְדָוִד                                  | [Au chef des chantres. Sur la guitthith. Psaume de David.] | [In finem pro torcularibus psalmus David]                                                                                 |
| 2      | יְהוָה אֲדֹנֵינוּ-- מָה-אַדִּיר שִׁמְךָ, בְּכָל-הָאָרֶץ;אֲשֶׁר תְּנָה הוֹדְךָ, עַל-הַשָּׁמָיִם  | Éternel, notre Seigneur ! Que ton nom est magnifique sur toute la terre ! Ta majesté s’élève au-dessus des cieux.                                                   | Domine Dominus noster quam admirabile est nomen tuum in universa terra quoniam elevata est magnificentia tua super caelos |
| 3      | מִפִּי עוֹלְלִים, וְיֹנְקִים—יִסַּדְתָּ-עֹז:לְמַעַן צוֹרְרֶיךָ; לְהַשְׁבִּית אוֹיֵב, וּמִתְנַקֵּם | Par la bouche des enfants et de ceux qui sont à la mamelle tu as fondé ta gloire, pour confondre tes adversaires, pour imposer silence à l’ennemi et au vindicatif. | Ex ore infantium et lactantium perfecisti laudem propter inimicos tuos ut destruas inimicum et ultorem                    |
| 4      | כִּי-אֶרְאֶה שָׁמֶיךָ, מַעֲשֵׂה אֶצְבְּעֹתֶיךָ--יָרֵחַ וְכוֹכָבִים, אֲשֶׁר כּוֹנָנְתָּה         | Quand je contemple les cieux, ouvrage de tes mains, la lune et les étoiles que tu as créées :                                                                       | Quoniam videbo caelos tuos; opera digitorum tuorum lunam et stellas quae tu fundasti                                      |
| 5      | מָה-אֱנוֹשׁ כִּי-תִזְכְּרֶנּוּ; וּבֶן-אָדָם, כִּי תִפְקְדֶנּוּ                       | Qu’est-ce que l’homme, pour que tu te souviennes de lui ? Et le fils de l’homme, pour que tu prennes garde à lui ?                                                  | Quid est homo quod memor es eius aut filius hominis quoniam visitas eum                                                   |
| 6      | וַתְּחַסְּרֵהוּ מְּעַט, מֵאֱלֹהִים; וְכָבוֹד וְהָדָר תְּעַטְּרֵהוּ                      | Tu l’as fait de peu inférieur à Dieu, et tu l’as couronné de gloire et de magnificence.                                                                             | Minuisti eum paulo minus ab angelis gloria et honore coronasti eum                                                        |
| 7      | תַּמְשִׁילֵהוּ, בְּמַעֲשֵׂי יָדֶיךָ; כֹּל, שַׁתָּה תַחַת-רַגְלָיו                      | Tu lui as donné la domination sur les œuvres de tes mains, tu as tout mis sous ses pieds,                                                                           | Et constituisti eum super opera manuum tuarum                                                                             |
| 8      | צֹנֶה וַאֲלָפִים כֻּלָּם; וְגַם, בַּהֲמוֹת שָׂדָי                              | Les brebis comme les bœufs, et les animaux des champs, | Omnia subiecisti sub pedibus eius oves et boves universas insuper et pecora campi                                         |
| 9      | צִפּוֹר שָׁמַיִם, וּדְגֵי הַיָּם; עֹבֵר, אָרְחוֹת יַמִּים                        | Les oiseaux du ciel et les poissons de la mer, tout ce qui parcourt les sentiers des mers.                                                                          | Volucres caeli et pisces maris qui perambulant semitas maris                                                              |
| 10     | יְהוָה אֲדֹנֵינוּ: מָה-אַדִּיר שִׁמְךָ, בְּכָל-הָאָרֶץ                          | Éternel, notre Seigneur ! Que ton nom est magnifique sur toute la terre !                                                                                           | Domine Dominus noster quam admirabile est nomen tuum in universa terra                                                    |

## Structure et thème du psaume

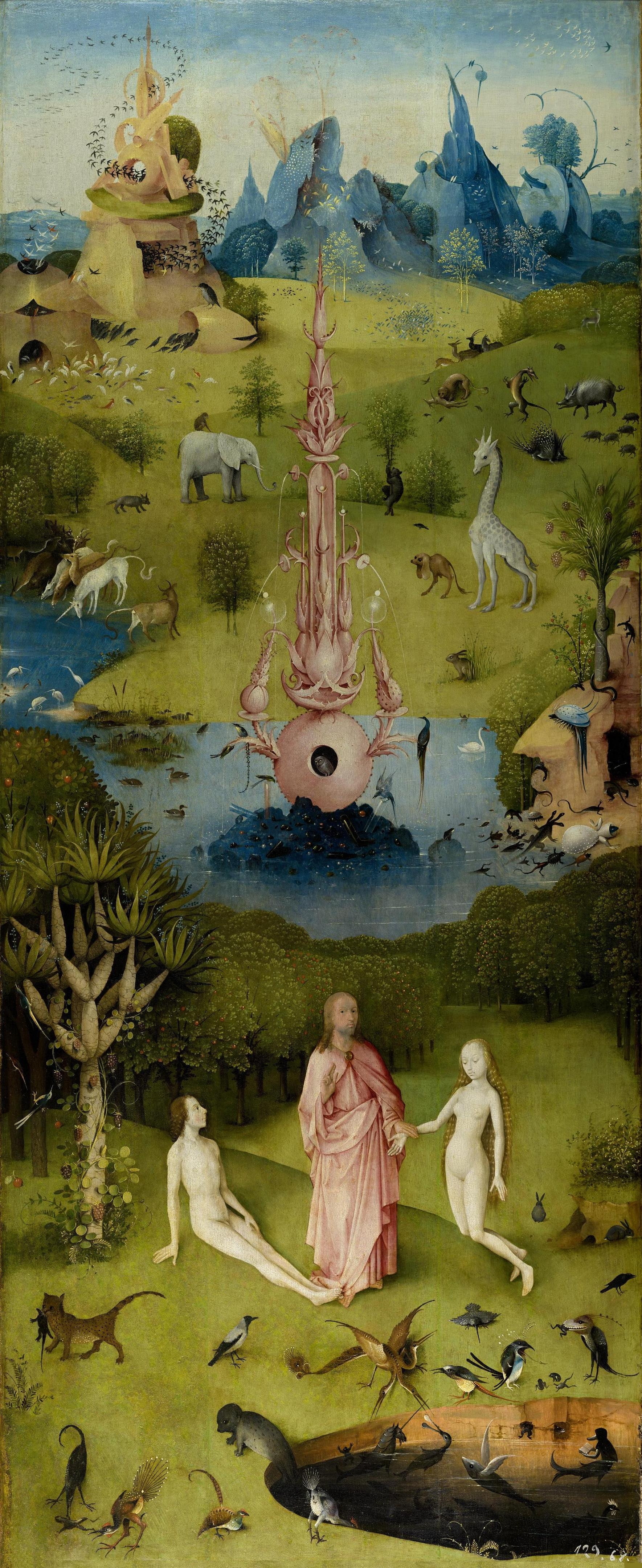
Le Paradis terrestre, de Jérôme Bosch. Le psaume 8 décrit la place de l’homme dans la création.

Le psaume 8 suit une structure chiastique : l'idée majeure du psaume se retrouve au début et à la fin. On distingue quatre temps : une invitation à louer Dieu, les motifs de la louange, un développement, et une conclusion
Le psaume associe l'homme à la gloire de Dieu. Sous le firmament, l'homme est à l'abri des forces du mal. La relation privilégiée entre l'homme et Dieu se décline sous trois thèmes : le souvenir, la prise en charge et l'exaltation. Mais cela ne place pas l'homme à égalité avec Dieu : il est son lieutenant ou son vassal sur les créatures, tandis que Dieu règne au-dessus de toute la création.

## Usages liturgiques

### Dans le judaïsme
Le psaume 8 est récité pendant la semaine de parshat bereshit dans certaines traditions, ou encore pendant Sim'hat Torah. On trouve le verset 10 du psaume dans la Kedusha de Yom Tov.

### Dans le christianisme

#### Chez les catholiques
Auparavant, selon la règle de saint Benoît, ce psaume était chanté ou récité le mardi, lors de l'office de prime.
Dans la liturgie des Heures, le psaume 8 est récité aux laudes le samedi de la deuxième et quatrième semaine. Il apparaît souvent dans la liturgie eucharistique : on le trouve à la fête de la Trinité l'année C. En semaine, il est proposé le jeudi de l'octave de pâques, le premier mardi du temps ordinaire, le 5e mardi du temps ordinaire, et le 28e samedi du temps ordinaire.

## Mise en musique
Michel-Richard de Lalande, compositeur du roi Louis XIV, écrit en 1686, un grand motet en latin d'après ce psaume (S.17) qui était joué à la chapelle royale du château de Versailles pour les offices de ce roi. Marc-Antoine Charpentier a composé vers 1675 le "Domine Deus noster" pour 3 voix, 2 dessus instrumentaux, et basse continue, H.163.

## Postérité
Le texte de ce psaume figure sur un disque en silicium déposé à la surface de la Lune en 1969 par les astronautes d'Apollo 11. Figurant parmi les messages de dirigeants de 73 pays du monde, sollicités par la NASA, il a été choisi par le pape Paul VI en tant que dirigeant du Vatican.